# Cartão do cidadão

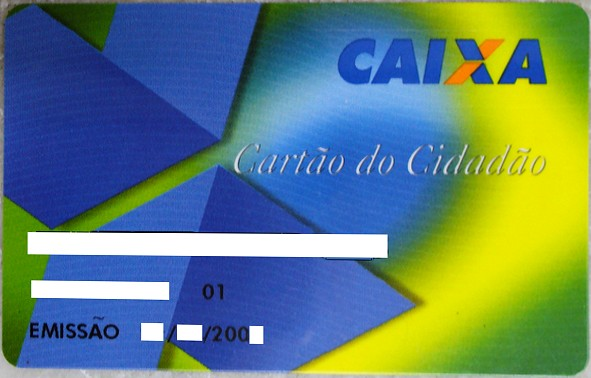
Cartão do Cidadão

Cartão do Cidadão é um cartão de pagamento criado pelo governo federal brasileiro e emitido pela Caixa Econômica Federal. O Cartão do Cidadão substituiu e expandiu as capacidades do antigo Cartão do Trabalhador.
O Cartão Cidadão é um meio de acesso aos benefícios sociais e trabalhistas e pode ser utilizado nos canais de pagamento da Caixa, como lotéricas, correspondentes bancários, agências e autoatendimento. Caso o cidadão possua conta individual na Caixa (como Poupança, Poupança Social Digital (Caixa Tem) ou Conta Corrente), poderá receber seu benefício diretamente na conta, não havendo necessidade da emissão do Cartão do Cidadão.
Entre os benefícios sociais que podem ser movimentados com o cartão social estão:
- FGTS
- Abono salarial do PIS/PASEP
- Seguro-desemprego
- Programas de transferência de renda (Bolsa Família, por exemplo)

A Senha Cidadão deve ser habilitada nas lotéricas ou agências para permitir o saque de benefícios trabalhistas e sociais administrados pela Caixa.
A consulta de saldos e extratos do FGTS, da parcela de abono salarial ou do seguro-desemprego, é feita por meio de aplicativos da Caixa, como o App FGTS ou o Caixa Trabalhador.